# そのだつくし
そのだ つくし（1971年6月2日 - ）は、日本の漫画家。女性。岩手県盛岡市出身、盛岡商業高等学校卒業、血液型B型。1996年、コーラス（集英社）からデビューする。現在は岩手県雫石町在住。別のペンネームは唐 夢千代（から むちよ）。岩手県を舞台とした作品が多い。本名は徳田香織。

## 作品リスト

### 単行本
集英社
- 純愛ローカル劇場（全1巻）
- ダブリ・ラブストーリーズ（全1巻）
- 女の花道（全2巻）
- 産直!ローカリアン（全1巻）
- 主婦のトモ（全2巻）
- 主婦のトモ　〜奇跡の妊娠編!〜（全1巻）

講談社
- あやしげ通販（全3巻）

### その他
- 幸未来（さっこら）
  - コミックいわて収録（2010年、岩手県と岩手日報社）
- 沿岸似顔絵行脚
  - 東日本ふるさと物語収録（2011年、徳間書店）
- 〜国指定重要無形民有文化財〜マツリバ行事 室根神社特別大祭（非売品）

### 連載中
- わんでー
  - 盛岡タウン情報誌 月刊acute（アキュート）、「唐夢千代」名義
- ずったり岩手
  - 漫画街
- イワさんとニッポちゃん
  - 岩手日報（2015年4月1日〜）
- かが'Sファミリー

　　・JA新いわて広報誌『夢郷』